# Kotys II (król Bosporu)
Kotys II, właśc. Tyberiusz Juliusz Kotys II Filokajsar Filoromajos Eusebes (gr.: Τιβέριος Ἰούλιος Κότυς Φιλόκαισαρ Φιλορώμαίος Eυσεbής, Tibérios Ioúlios Kótys Filókaisar Filorṓmaíos Eusebḗs) (zm. 132) – król Bosporu z dynastii Asandrydów od 124 do swej śmierci. Syn i spadkobierca króla Bosporu Tyberiusza Juliusza Sauromatesa I Filokajsara Filoromajosa Eusebesa i nieznanej z imienia królowej.
Kotys II otrzymał imię na cześć pradziadka ojczystego Tyberiusza Juliusza Kotysa I Filokajsara Filoromajosa Eusebesa, króla bosporańskiego. Przez swego ojca, Kotys miał perskich, greckich, rzymskich, trackich oraz zapewne sarmackich przodków. Był potomkiem Mitrydatydów z Pontu, Seleucydów z Syrii, Antypatrydów z Macedonii, Antygonidów z Macedonii, dynastii sapejskiej z Tracji. Przez triumwira rzymskiego Marka Antoniusza z rodu Antoniuszów, był spokrewniony z różnymi członkami rzymskiej dynastii julijsko-klaudyjskiej, pierwszej dynastii rządzącej cesarstwem rzymskim.
W 124 r. Kotys II wstąpił na tron bosporański po śmierci ojca Sauromatesa I. Niewiele wiemy na temat jego panowania. Na bitych przez niego zachowanych monetach tytuł królewski w języku greckim brzmi BACILEѠC KOTYOC („[Moneta] króla Kotysa”). W czasie jego panowania miasto Chersonez Taurydzki było pod jego bezpośrednią kontrolą. Kotys II jest wspomniany w pismach Flawiusza Arriana (zm. ok. 175), historyka rzymskiego. Kotys II poślubił nieznaną z imienia kobietę. Z żoną i królową miał syna Tyberiusza Juliusza Remetalkesa, przyszłego króla bosporańskiego. Przez niego miał potomków, którzy rządzili królestwem bosporańskim aż do IV stulecia.